# 弁天島 (浜松市)
弁天島（べんてんじま）は、静岡県浜松市中央区の浜名湖にある島。本項では弁天島周辺の様々な人工島、および一部湖西市に所属する新弁天についても併せて解説する。

## 概要

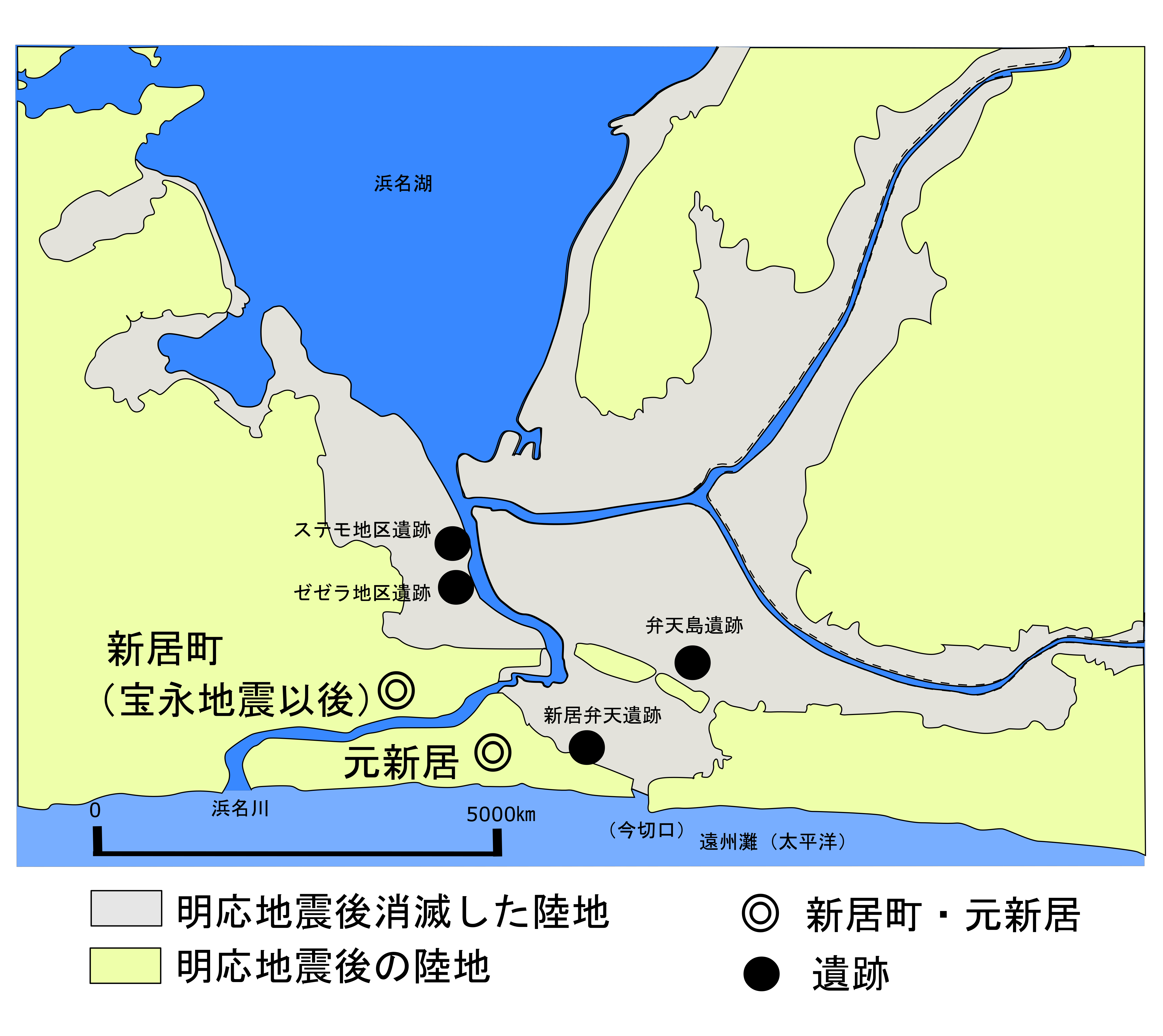
明応地震により消滅した浜名湖の陸地

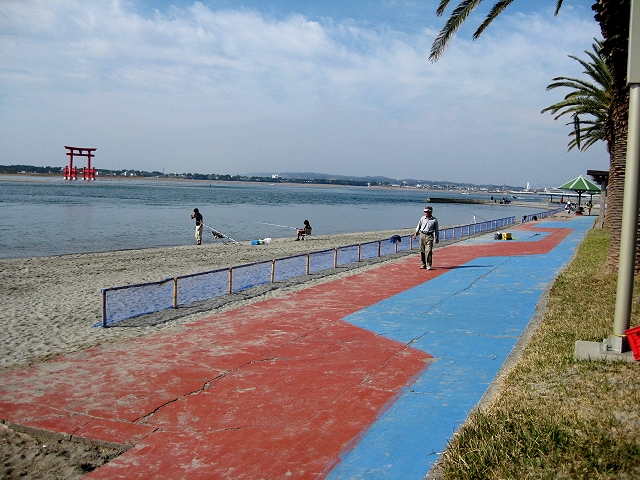
弁天島海浜公園

浜名湖の河口（今切口）の北に位置する。面積約3平方km、周囲約7km。
浜名湖一帯のリゾート地の一つとして、海水浴、釣り、潮干狩りなど、多くの客が訪れる。また、島内にはホテルもいくつか存在し、「弁天島温泉」と称している。
島の南側の湖面には大きな赤鳥居が建っているが、これは観光シンボルタワーと称されるものである。
弁天島の成立には諸説あるが、1498年（明応7年）の明応地震による津波などにより浜名湖が海と通じる今切口が出現した際に、元の半島が切断、または新たに形成された砂洲が起源とされる。ただし江戸時代に作成された地図では、弁天島自体が陸繋砂州形成による半島化と人工的な開削による島化を繰り返しているようにもみえ、日本離島センターが出版する『SHIMADAS』や長嶋俊介、渡辺幸重著『新版 日本の島事典』などでは、弁天島一帯を自然島としてではなく、人工島として扱っている。
明治時代初期の弁天島周辺は、東側に弁天島（南弁天島、西野）、西側に西弁天島（新弁天）が存在し、そのほかに弁天島の北側に北弁天島（第二弁天島、裏弁天島、西野島浦、西之島裏）、西弁天島の北側にカラス島の、合計4つの島より構成されていた。明治時代末期にはカラス島の東側の砂洲に東郷島が成立し(所有者が東郷平八郎に因んで名付け、戦前には乃木希典の銅像が設置されていた)、合計5つの島となっている。
現在ではカラス島、東郷島は完全に周囲が埋め立てられて新弁天に接続し、また西野島浦は人工島である日之出島の一部となっている。その他の島（乙女園、観月園、千鳥園、蓬莱園、湖島（中ノ島）、および渚園）も昭和初期に埋立、造成したものである。
平成の大合併以前は、東側の弁天島や付随する人工島の大部分が「浜名郡舞阪町舞阪」、西側の新弁天の一部が「浜名郡新居町」の一部であったが、弁天島を含む舞阪町が2005年7月1日付で浜松市、新居町が2010年3月23日付で湖西市に編入され、「浜松市舞阪町弁天島」や「湖西市新居町新居」に住所表記が変更された。
2007年（平成19年）4月1日、浜松市の政令指定都市移行の際には西区に組み入れられ、住所表記は「西区舞阪町弁天島」となった。
2024年（令和6年）1月1日の浜松市の行政区再編に伴い、「中央区舞阪町弁天島」に変更された。

## 歴史
弁天島の周囲に人が住み始めたのは縄文中期以降とされており、現在の村櫛・新居および舞阪、弁天島にまたがった村が存在した。また、弁天島湖底遺跡（蓬莱園東）からは弥生時代の土器が確認されている。その後は数回の海進、海退が繰り返され、さらに1498年（明応7年）の明応地震もしくは1510年（永正7年）の永正地震や暴風雨により、舞阪の西の端が切れて弁天島となった（諸説あり）。当初は狐島または西野などと呼ばれていたが、1708年、弁天神社が創建されたのち弁天島と呼ばれるようになった。
- 名称の変遷[11]
  - 西野[註 1]（1740年（元文5年））
  - 西ノ野[註 1]（1746年（延享3年））
  - 西野々[註 1]（1760年（宝暦10年））
  - 西野[註 1]（1772年（安永元年））
  - 字礫岩嶋（1806年（文化3年））
  - 字弁天島（1826年（文政9年）、1842年（天保13年））
  - 字弁天島北浦（1838年（天保9年）-1842年（天保13年））

その後の弁天島は幾度となく争いの火種となった。一例として、地籍をめぐって大論争となり、1740年（延亨5年）から1863年（文久3年）にかけて少なくとも4回の訴訟が発生している。舞阪宿と新居宿が協同で松を植えたこともあったが、舞阪町側の主張によると、1863年に舞阪宿と新居宿の境が弁天島より西側と定められたことにより、弁天島は舞阪に、西弁天島は新居に属することとなった。
一方で新居宿側の主張では、訴訟の結果弁天島は調宿の共同の入会地となったとされる。事実明治新政府による1872年（明治5年）の田園調査では、弁天島は両宿の入会地と認定されている。1875年（明治8年）に地租改正のために弁天島の所属を明らかにする必要に迫られた際、弁天島の東部を舞阪町、西部を新居町所属と定めた。明治以降も両町の間で公有水面や地籍に関する話し合いが続き、最終的に新居町と舞阪町の間での境域が確定したのは1942年（昭和17年）のことである。
江戸時代は、弁天島北側に波消し板を立てて、その間を渡し船が通った。
1881年（明治14年） 弁天島、西弁天島を結ぶ浜名橋が架けられ、両島は人が往来する島となった。
1888年（明治21年） 東海道本線が開通する。
1889年（明治22年） 弁天島に海水浴場が開設され、同時期に「一碧楼」という旅館が営業を開始し、弁天島が居住地となる。以降旅館が次々と開業。
1906年（明治39年） 弁天島駅が開業する。
1922年（大正11年） 西野島浦の北側に、弁天島土地により娯楽施設「楽園」開設。1936年閉園。宝塚遊園地を模したとされ、食堂、浴場、貸席、5000人収容の休憩場のほか、100mプールを備えていた。
1932年（昭和7年） 弁天島土地による別荘地開発のため、千鳥園、中ノ島（湖島）、観月園、乙女園(水路により南北に分離している)、蓬莱園などが埋め立てられる。また西野島浦の北側の楽園周辺が埋め立てられる。中浜名橋、西浜名橋が完成し、国道1号が接続する。弁天島土地は「我が国唯一の水上文化村」となることを謳い、当時としては類を見ない大規模な埋立となった。
1936年（昭和11年） 日之出島が埋め立てられる。
1942年（昭和17年） 弁天島の西部が舞阪町に編入。舞阪町と新居町の間の公有水面、地籍の問題が解決する。
1958年（昭和33年） 日之出島と西野島浦の間が埋め立てられ、島として一体化。
1964年（昭和39年） 東海道新幹線が開通する。
1967年（昭和42年） 渚園が埋め立てられる。
1974年（昭和49年） カラス島（現在の乙女園公園駐車場付近）と東郷島の周辺（現在の乙女園公園に南東側で隣接する住宅地の一角）が埋め立てられ、新弁天と乙女園の南部が接続する。
現在の弁天島は8ないしは9の人工島と4つの砂洲より構成される。この内、新弁天と乙女園(の北部)は満潮時に水路により分離しているが、実体としては1つの人工島である。また明治時代の段階で陸地化していた地域を含む島は、弁天島、日之出島(西野島浦)、新弁天(新弁天、カラス島、東郷島の3島を埋め立て)である。
| 島・砂洲名 | 市区                | 大字・町名・字・丁目名                            | 2020年 国調人口 | 2015年 国調人口 | 2010年 国調人口 | 面積 (km2) | 備考                                                  |
| ---------- | ------------------- | ------------------------------------------------- | --------------- | --------------- | --------------- | ---------- | ----------------------------------------------------- |
| 弁天島     | 浜松市中央区        | 舞阪町弁天島一弁                                  | 453             | 439             | 463             | 0.1278     | 弁天島駅、弁天神社所在地                              |
| 日之出島   | 浜松市中央区        | 舞阪町弁天島一弁                                  | 615             | 586             | 630             | 0.1153     | 北弁天神社所在地                                      |
| 蓬莱園     | 浜松市中央区        | 舞阪町弁天島一弁                                  | 219             | 232             | 269             | 0.0563     | 舞阪弁天島郵便局所在地                                |
| 千鳥園     | 浜松市中央区        | 舞阪町弁天島二弁                                  | 541             | 584             | 643             | 0.0859     | 人口は湖島を含む                                      |
| 湖島       | 浜松市中央区        | 舞阪町弁天島二弁                                  | -               | -               | -               | 0.0025     | 観月園・千鳥園を結ぶ橋脚島で、 人口は千鳥園に含まれる |
| 渚園       | 浜松市中央区        | 舞阪町弁天島二弁                                  | 0               | 0               | 0               | 0.1895     | 運動公園所在地                                        |
| 観月園     | 浜松市中央区        | 舞阪町弁天島二弁                                  | 537             | 551             | 492             | 0.0791     | 観月園公園所在地                                      |
| 乙女園     | 浜松市中央区        | 舞阪町弁天島二弁                                  | 208             | 211             | 256             | 0.0705     | 東大附属水産実験所所在地                              |
| 新弁天     | 浜松市中央区 湖西市 | 舞阪町弁天島二弁 新居町新居新弁天 (合計)          | 326 118 444     | 355 109 464     | 354 125 479     | 0.2699     | 乙女園公園所在地                                      |
| いかり瀬   | 浜松市 湖西市       | 舞阪町弁天島二弁 新居町新居新居弁天               | 0               | 0               | 0               | 0.0785     | 赤鳥居南側の砂洲                                      |
| 八兵衛瀬   | 湖西市              | 新居町新居新居弁天                                | 0               | 0               | 0               | 0.0183     | 新居弁天海水浴場沖の砂洲                              |
| 弁天島全域 | 浜松市中央区 湖西市 | 舞阪町弁天島一弁・二弁 新居町新居新弁天・新居弁天 | 3,017           | 3,067           | 3,232           | 1.0945     |                                                       |

渚園の北側には浜名湖大橋設置のために1972年（昭和47年）に埋め立てられた「中之島」があるが、ここは旧雄踏町に属し、弁天島の一部とはみなされない。なお「中ノ島」は観月園・千鳥園を結ぶ橋脚島である湖島の旧称でもある。

## 住民
2009年（平成21年）9月1日現在の人口は、2,982人（1世帯あたり2.40人）である。
第二次世界大戦中に、中島飛行機の社宅がおかれ、東京（荻窪）・武蔵・多摩の各工場から赴任した技術者や労働者が居住した。

## 催事・祭事

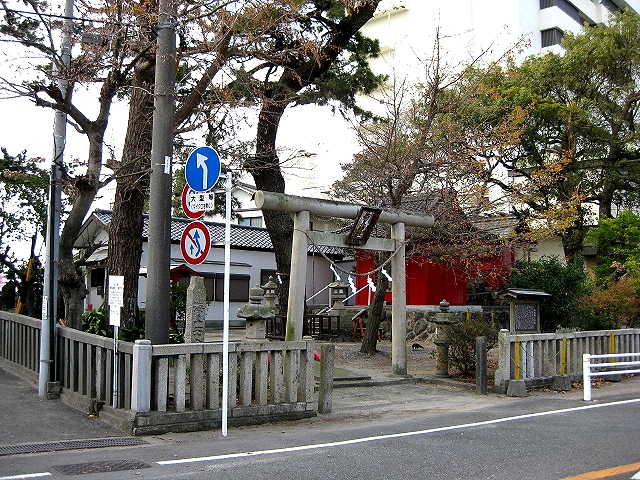
島内にある弁天神社

毎年7月の第1土曜日が海開きとなっており、大太鼓が叩かれる。以前は同日に弁天島海開き花火大会が行われていた。また、弁天神社の祭礼が海開き1週間前に行われる。
このほか、舞ちゃん夏まつりやHAMANAKO HaNaBi BENTENJIMA GATEWAY Festivalも行われている。

## 交通

### 鉄道
- JR東海 東海道本線 弁天島駅

### 路線バス
- かつては遠鉄バスの路線が存在したが、現在では全廃された。

### 道路
- 国道301号
- 静岡県道323号舘山寺弁天島線（二番鉄橋下 - 中ノ島大橋）